# Conflicte de Xipre

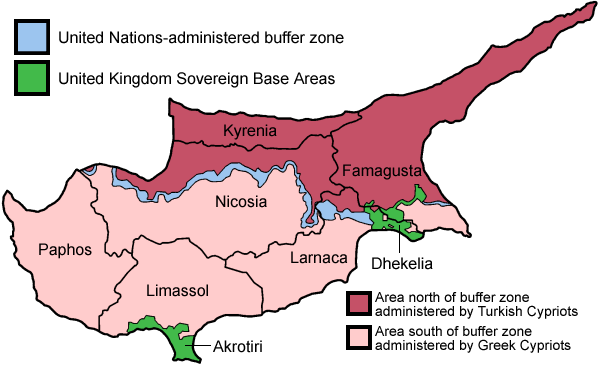
Divisió del territori de l'illa de Xipre. Al nord, en color morat, la zona turcoxipriota. Al sud, en color rosa, la zona grecoxipriota. En blau, la Línia Verda de separació entre ambdues zones, controlada per l'ONU. En verd, les bases militars britàniques.

El conflicte de Xipre és un conflicte obert a mitjans del segle xx i encara no resolt, que afecta el territori i la població de l'illa de Xipre, amb la intervenció d'altres potències.
Arran de la colonització de l'illa per part de l'Imperi Britànic (l'any 1878 la Convenció d'Istanbul havia transferit l'administració de l'illa als anglesos per cessió de l'Imperi Otomà, que l'ocupava des de 1573), el conflicte, evidenciat d'ençà de la Segona Guerra Mundial (1945), podia identificar-se com un conflicte colonial, de descolonització o d'independència, en relació amb la reivindicació per part dels xipriotes del dret d'autodeterminació. Alhora es manifestà com un conflicte intern o guerra civil de base ètnica entre les comunitats identificades com a turcoxipriota i grecoxipriota, que van acabar ubicant-se al nord i al sud de l'illa en una veritable neteja ètnica, amb desplaçament de poblacions i abandonament de domicilis i propietats.
El conflicte va tenir implicacions internacionals més enllà de l'illa de Xipre, i s'hi van involucrar Turquia, Grècia i el Regne Unit, potències garants dels Acords de Zuric i Londres, que van constituir la base jurídica de la independència xipriota (19 de febrer de 1959 i 11 de febrer de 1960), a més dels Estats Units, les Nacions Unides i la Unió Europea. No obstant això, les hostilitats entre ambdues comunitats no es van acabar aquí, i van agafar una intensitat pròpia d'una veritable guerra civil durant els anys setanta.
A partir del cop dels coronels a Grècia (21 d'abril de 1967), la possibilitat de l'annexió de Xipre a Grècia (enosi) es va plantejar com una possibilitat versemblant, especialment des de la substitució del coronel Georgios Papadópulos pel general Phaedon Gizikis (23 de novembre de 1973). Davant d'aquests esdeveniments, l'arquebisbe Makarios, que ocupava el càrrec de cap d'estat xipriota, malgrat la seva condició de grecoxipriota i a la seva posició favorable a l'enosi, manifestà una forta oposició a qualsevol intervenció grega en aquestes circumstàncies. Amb el derrocament de l'arquebisbe Makarios (15 de juliol de 1974), la situació interna de Xipre es va agreujar, i això ho aprofità Turquia per envair l'illa de forma parcial (20 de juliol a 20 d'agost de 1974, condemnada per resolucions del Consell de Seguretat de l'ONU).
L'exèrcit turc va ocupar, en benefici de la comunitat turcoxipriota, la part nord de l'illa, on es va acabar instaurant l'anomenada República Turca de Xipre del Nord, que va declarar unilateralment la seva independència o partició de l'illa (taksim), tot i que no té reconeixement internacional (amb l'excepció de Turquia, estat amb el qual ha establert plenes relacions diplomàtiques).
La República de Xipre controla el sud de l'anomenada Línia Verda (frontera militar de separació dels bel·ligerants establerta i mantenida per les Nacions Unides), que és l'espai habitat per la comunitat grecoxipriota. De fet, la República de Xipre és la reconeguda internacionalment i fins i tot ha aconseguit el seu ingrés a la Unió Europea, després d'unes delicades negociacions que implicaven determinades qüestions sobre la reunificació de l'illa que no es van dur a la pràctica per falta d'acord entre ambdues entitats polítiques.